# Trochosa gunturensis
Trochosa gunturensis este o specie de păianjeni din genul Trochosa, familia Lycosidae, descrisă de M.K. Patel și Reddy, 1993. Conform Catalogue of Life specia Trochosa gunturensis nu are subspecii cunoscute.